# Cristian Negri
Pour les articles homonymes, voir Negri.
Cristian Negri (né le 16 janvier 1985) est un footballeur de nationalité saint-marinaise.

## Biographie
Milieu offensif ou attaquant, Cristian Negri a porté les couleurs de l'AC Juvenes/Dogana en championnat régional italien de 2002 à 2006. Il a disputé, fin mars 2007, sa première sélection avec la Sanazionale pour une défaite (3-0) contre le Pays de Galles. En 2006 il a rejoint le SS Folgore/Falciano dans le championnat national saint-marinais.

## Clubs
- 2002/2006     AC Juvenes/Dogana, Italie

| Saison  | Club                | Matches | Buts |
| ------- | ------------------- | ------- | ---- |
| 2009-10 | SS Folgore/Falciano | 5       | 2    |
| 2006-07 | SS Folgore/Falciano | 18      | 9    |
| 2005-06 | AC Juvenes/Dogana   | 25      | 5    |
| 2004-05 | AC Juvenes/Dogana   | 22      | 4    |
| 2003-04 | AC Juvenes/Dogana   | 26      | 9    |

## Palmarès
- 2 sélections avec la nazionale A
- 3 sélections avec les B
- 7 sélections, 1 but avec les Espoirs